# Manilkara jaimiqui
Manilkara jaimiqui är en tvåhjärtbladig växtart som först beskrevs av Charles Wright och August Heinrich Rudolf Grisebach, och fick sitt nu gällande namn av Marcel Marie Maurice Dubard. Manilkara jaimiqui ingår i släktet Manilkara och familjen Sapotaceae.

## Underarter
Arten delas in i följande underarter:
- M. j. emarginata
- M. j. haitensis
- M. j. jaimiqui
- M. j. wrightiana

## Bildgalleri

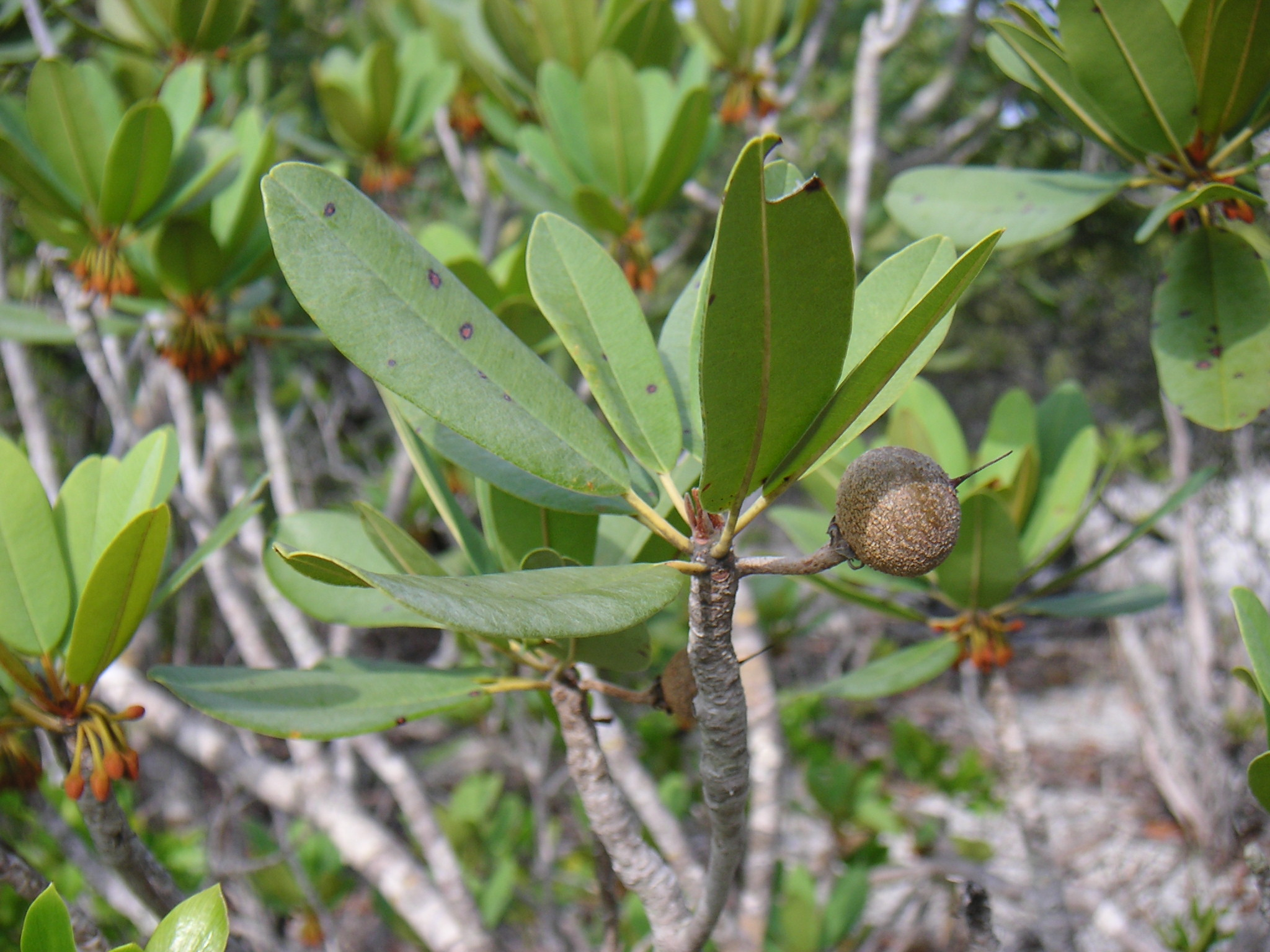